# Ery Bos
Ery Bos (3 de octubre de 1908 - 10 de marzo de 2005) fue una actriz y bailarina alemana. Bos ganó popularidad durante la República de Weimar, pero se vio obligada a huir de Alemania tras la toma del poder del Partido Nazi, debido a sus orígenes judíos.

## Filmografía
- Impossible Love (1932)
- A Shot at Dawn (1932)
- The Tsarevich (1933)
- The Master Detective (1933)
- You Are Adorable, Rosmarie (1934)